# Tim Berners-Lee
Timothy «Tim» John Berners-Lee (Londres, Inglaterra; 8 de junio de 1955) es un científico de la computación británico, conocido por ser el padre de la World Wide Web. Estableció la primera comunicación entre un cliente y un servidor usando el protocolo HTTP en diciembre de 1990. En octubre de 1994 fundó el Consorcio de la World Wide Web (W3C) con sede en el MIT, para supervisar y estandarizar el desarrollo de las tecnologías sobre las que se fundamenta la Web y que permiten el funcionamiento de Internet.
Ante la necesidad de distribuir e intercambiar información acerca de sus investigaciones de una manera más efectiva, Berners-Lee desarrolló las ideas fundamentales que estructuran la web. Él y su grupo crearon lo que por sus siglas en inglés se denomina Lenguaje HTML (HyperText Markup Language) o lenguaje de etiquetas de hipertexto, el protocolo HTTP (HyperText Transfer Protocol) y el sistema de localización de objetos en la web URL (Uniform Resource Locator).
Es posible encontrar muchas de las ideas plasmadas por Berners-Lee en el proyecto Xanadú (que propuso Ted Nelson) y el memex (de Vannevar Bush).

## Biografía

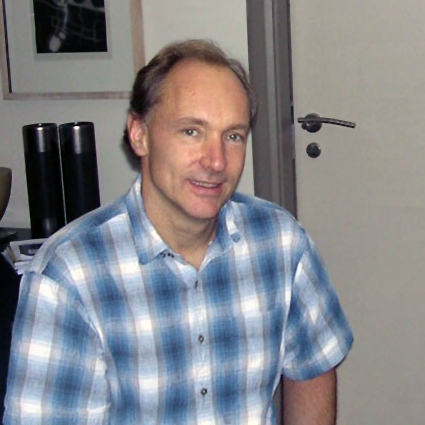
Tim Berners-Lee en 2005.

Tim Berners-Lee nació en el sudoeste de Londres, Reino Unido, el 8 de junio de 1955. Sus padres eran Conway Berners-Lee y Mary Lee Woods. Sus padres eran matemáticos británicos y formaron parte del equipo que construyó el Manchester Mark I[cita requerida]. Por ello, la orientación profesional le venía de familia, ya que sus padres se habían conocido en el proyecto de desarrollo del Ferranti Mark I, el primer ordenador comercial con programa almacenado desarrollado por la empresa Ferranti en marzo de 1951.
	Comenzó en la escuela primaria Sheen Mont y luego pasó al Emanuel School, ambas en Londres, de 1969 a 1973. Estudió en Queen's College, de la Universidad de Oxford, de 1973 a 1976, donde recibió un título de primera clase de Física. Conoció a su primera esposa en este tiempo. En 1978, trabajó en D.G. Nash Limited (también en Poole) donde escribió un sistema operativo.

## Desarrollo de su carrera

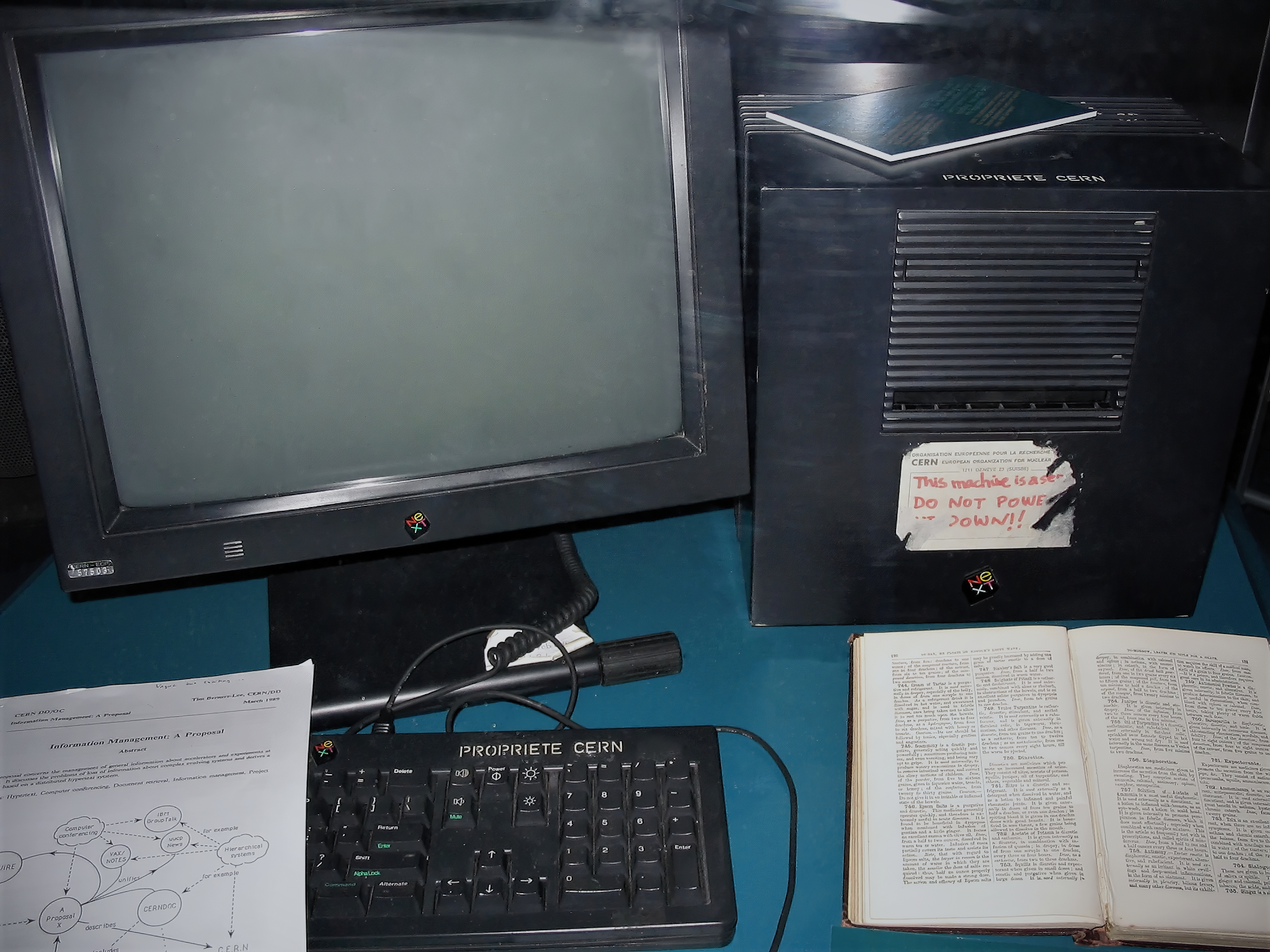
Berners-Lee usó esta NeXTcube en el CERN, y fue el primer servidor web del mundo.

Berners-Lee trabajó en el CERN desde junio hasta diciembre de 1980. Durante ese tiempo, propuso un proyecto basado en el hipertexto para facilitar la forma de compartir y la puesta al día de la información entre investigadores. En este periodo también construyó un programa llamado ENQUIRE que no llegó a ver la luz.
Después de dejar el CERN, en 1980, se fue a trabajar a la empresa de John Poole Image Computer Systems Ltd., pero regresó al CERN otra vez en 1984. 
En 1989, el CERN era el nodo de Internet más grande de Europa y Berners-Lee vio la oportunidad de unir Internet y el hipertexto (HTTP y HTML), de lo que surgiría la World Wide Web. Desarrolló su primera propuesta de la Web el 12 de marzo de 1989, pero no tuvo mucho eco, por lo que en 1990 y con la ayuda de Robert Cailliau, hicieron una revisión que fue aceptada por su gerente, Mike Sendall. Usó ideas similares a las que había usado en el sistema Enquire, para crear la World Wide Web, para esto diseñó y construyó el primer navegador (llamado WorldWideWeb y desarrollado con NEXTSTEP) y el primer servidor Web al que llamó httpd (HyperText Transfer Protocol daemon).
El primer servidor Web se encontraba en el CERN y fue puesto en línea el 6 de agosto de 1991. Esto proporcionó una explicación sobre lo que era el World Wide Web, cómo uno podría tener un navegador y cómo establecer un servidor Web. Este fue también el primer directorio Web del mundo, ya que Berners-Lee mantuvo una lista de otros sitios Web aparte del suyo. Debido a que tanto el software del servidor como del cliente fue liberado de forma gratuita desde el CERN, el corazón de Internet Europeo en esa época, su difusión fue muy rápida. El número de servidores Web pasó de veintiséis en 1992 a doscientos en octubre de 1995 lo que refleja cual fue la velocidad de la difusión de internet.
En 1994 entró en el Laboratorio de Ciencias de la Computación e Inteligencia Artificial del Massachusetts Institute of Technology. Se trasladó a EE. UU. y puso en marcha el W3C, que dirige actualmente. El W3C es un organismo internacional de estandarización de tecnologías Web dirigido conjuntamente por el Instituto Tecnológico de Massachusetts, el ERCIM francés y la Universidad de Keiō en Japón. Este organismo decidió que todos sus estándares fuesen libres, es decir, que los pudiese utilizar todo el mundo libremente sin coste alguno, lo que sin lugar a dudas fue una de las grandes razones para que la Web haya llegado a tener la importancia que tiene hoy en día.
En su libro Tejiendo la red, publicado en 1999, Berners-Lee explica por qué la tecnología web es libre y gratis. Se considera al mismo tiempo el inventor y el protector de la web[cita requerida].
Berners-Lee fue uno de los pioneros a favor de la neutralidad de red.

## Proyectos actuales

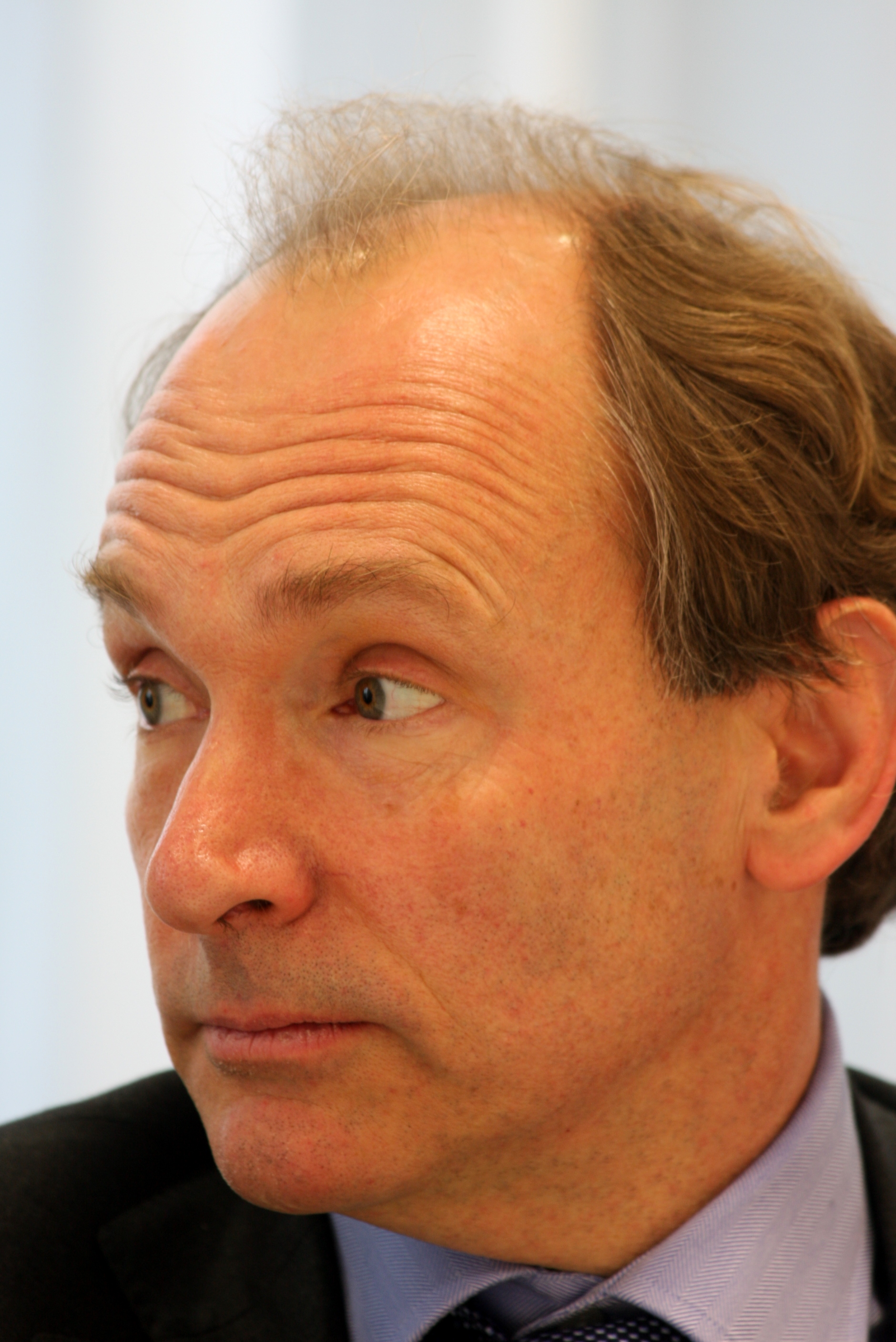
Primer plano de Berner-Lee, en enero de 2010.

Tim Berners-Lee fue crítico con las expectativas generadas alrededor de la Web 2.0 cuando se argumentó sobre esta plataforma que «si la web 1.0 conectaba ordenadores, la web 2.0 conecta personas». Tim opina que no se trata de una nueva generación de web sino una forma diferente y, eso si, mucho más capaz de desplegar aplicaciones sobre la misma plataforma de la web inventado por él. En este sentido, herramientas como las wikipedias o los blogs son unas herramientas que fomentan y potencian la participación y colaboración, pero, de hecho, no hay ningún componente tecnológico base que no existiera desde bastantes años antes.
Berners-Lee desarrolló el concepto de intercreatividad considerado un aspecto vital del futuro de la web y que definía como: 

El proceso de hacer cosas o resolver problemas juntos. […] tenemos que ser capaces no solo de encontrar cualquier tipo de documento en la web, sino también de crear cualquier tipo de documento, fácilmente […] Tendríamos que ser capaces no solo de interaccionar con otras personas, sino crear con otras personas.
 [Berners-Lee 1999]

Desde 2001, Tim Berners-Lee trabaja en el proyecto de la web semántica, que tiene como objetivo crear un medio universal para el intercambio de información significativa (semántica), de una forma comprensible para las máquinas, del contenido de los documentos de la Web. Con esto se pretende ampliar la interoperabilidad de los sistemas informáticos y reducir la mediación de los operadores humanos en los procesos inteligentes de flujo de información. La misma concepción de la web como medio universal de presentación tenía la orientación de que fuera interpretable por los humanos y, por lo tanto, tiene una orientación visual. Este aspecto resta capacidad para el intercambio de información entre máquinas reduciendo las posibilidades de acceso a la información de forma sistemática e industrializada.
Berners-Lee es el presidente del Open Data Institute, que cofundó con Nigel Shadbolt in 2012.

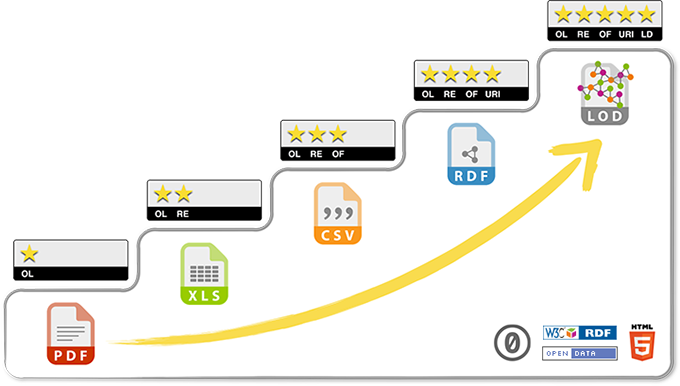
Plan de desarrollo de 5 estrellas para Open Data (datos abiertos). Esquema de cinco pasos.
1 estrella - hacer que su material esté disponible en la web (cualquier formato) bajo una licencia abierta
2 estrellas - que estén disponibles como datos estructurados (por ejemplo, Excel en lugar de escanear la imagen de una tabla)
3 estrellas - que estén disponibles en un formato abierto no patentado (por ejemplo, CSV en lugar de Excel)
4 estrellas - usar las URI para referirse a las cosas en sus datos, para que la gente pueda hacer referencias a ellas
5 estrellas - vincular sus datos con otros datos para proporcionar un contexto (LOD / Linked Open Data).

Véase también: Web semántica

## Controversia sobre nombres de dominio
En el pasado, Berners-Lee se opuso a la creación de nombres de dominio nuevos como el «.mobi». De hecho, cuando el «.mobi» nació, él era uno de sus detractores. Él argumentó que todo el mundo debería acceder a las mismas web, independientemente de si usase un ordenador o un móvil. Básicamente lo que no le gustaba a Berners-Lee del «.mobi» es que este sería para que se accediese únicamente con los móviles, ya que él desarrolló la web como una forma de comunicación universal y no veía necesario el desarrollo del «.mobi» únicamente para el uso en móviles.
También hubo una pelea entre diferentes gobiernos y el ICANN sobre la propiedad de los nombres de los dominios, sobre todo con el  «.com». Berners-Lee apoya que nadie tenga los nombres de los dominios, sino que estos sean un recurso público.[cita requerida] Berners-Lee también dejó claro que el nombre o la propiedad de los dominios no era el aspecto más importante en el proceso de estandarización, sino que eran más importantes los estándares de vídeo, codificación, estándares abiertos de comunicación de datos, subida de datos científicos y clínicos o la propagación de información entre países.[cita requerida]

## Publicaciones
Berners-Lee ha publicado artículos científicos en las revistas más prestigiosas como Nature o Scientific American. Destacan dos libros:
- Berners-Lee, Tim; Mark Fischetti (1999). Weaving the Web: The Original Design and Ultimate Destiny of the World Wide Web by its inventor. Britain: Orion Business. ISBN 0-7528-2090-7.
- Berners-Lee, Tim; Wendy Hall, James A. Hendler (2006). A Framework for Web Science. United States of America: Now Publishers. ISBN 1-933019-33-6.

Otras publicaciones importantes:
- Tim Berners-Lee (1994). Universal Resource Identifiers used in the World Wide Web (RFC 1630,) (en inglés). Internet Society.

- Tim Berners-Lee, (Winter 1996). «Europe And the Info Age». Time Magazine (en inglés).

- Tim Berners-Lee, (Oct. 1997). «Spinning the Web: A place for everything, and everything on the Web?». Data Communications (en inglés) 26 (No. 14).

- Tim Berners-Lee and James Hendler (April 26 2001). «Publishing on the Semantic Web». Nature (en inglés): 1023-1025.

- Tim Berners-Lee, James Hendler and Ora Lassila (May 2001). «The Semantic Web». Scientific American (en inglés): 29-37.

- James Hendler, Tim Berners-Lee and Eric Miller (October, 2002). «Integrating Applications on the Semantic Web». Journal of the Institute of Electrical Engineers of Japan (en inglés). 122(10): 676-680.

- Web Science Workshop Report (en inglés). Hosted by the British Computer Society, London. 12th-13th September, 2005.

- Tim Berners-Lee, Wendy Hall, James Hendler, Nigel Shadbolt, Daniel J. Weitzner (11 de agosto de 2006). «Computer Science: Enhanced: Creating a Science of the Web». Science (en inglés) 313: 769-771.

- Nigel Shadbolt, Wendy Hall, Tim Berners-Lee (May/June 2006). «The Semantic Web Revisited». IEEE Intelligent Systems Journal (en inglés): 96-101.

- Tim-Berners Lee, Wendy Hall, James A. Hendler, Kieron O'Hara, Nigel Shadbolt and Daniel J. Weitzner (September 2006). A Framework for Web Science (en inglés). ISBN 1-933019-33-6.

- Nigel Shadbolt, Tim Berners-Lee (October 2008). «Web Science: Studying the Internet to Protect Our Future». Scientific American (en inglés) 299 (4): 76.

- Christian Bizer, Tom Heath, Tim Berners-Lee (2009). «Linked Data - The Story So Far». International Journal on Semantic Web and Information Systems (IJSWIS), 5(3): 1-22. ((pdf)) (en inglés). doi:10.4018/jswis.2009081901.

- Seneviratne, Oshani, Kagal, Lalana, and Berners-Lee, Tim (2009). «Policy Aware Content Reuse on the Web». International Semantic Web Conference (ISWC) (en inglés).

- Tim Berners-Lee (November 2010). «Long Live the Web: A Call for Continued Open Standards and Neutrality». Scientific American (en inglés) 22.

## Reconocimientos
- Una sala de conferencias en el campus central del AOL lleva su nombre.

- La Universidad de Southampton fue la primera en reconocer su contribución para desarrollar la World Wide Web con un grado honoris causa en 1996. También es un distinguido miembro de la British Computer Society, miembro honorífico del Instituto de Ingenieros Eléctricos de Estados Unidos y de la Academia Estadounidense de las Artes y las Ciencias.

- En 1997 fue hecho oficial de la Orden del Imperio Británico, es miembro de la Royal Society desde 2001 y recibió un premio japonés en 2002.[19]

- En ese mismo año (2002) también recibió el Premio Príncipe de Asturias (compartió este premio con Lawrence Roberts, Robert Kahn y Vinton Cerf) en la categoría de investigación científica y técnica.[20]

- También en 2002, el público británico consideró que se encontraba entre los 100 británicos más importantes de todos los tiempos en una encuesta realizada por la BBC y además obtuvo el premio del festival de la tecnología en Telluride, Colorado.

- En mayo de 2006 fue nombrado miembro honorífico de la Royal Society of Arts.[21]

- El 15 de abril de 2004 se convirtió en el primer ganador del Premio de Tecnología del Milenio por la World Wide Web.

- Recibió el rango de Knight Commander (el segundo más alto en la Orden del Imperio Británico) de la reina Isabel II el 16 de julio de 2004.[22]

- El 21 de julio de 2004 recibió el grado honoris causa de Doctor de Ciencia de la Universidad de Lancaster.[23]

- El 27 de enero de 2005 fue nombrado mejor británico del año 2004 por sus logros y su demostración de las cualidades clave británicas «humildad, determinación, y un agudo sentido del humor y de adaptabilidad» según dijo David Hempleman-Adams, miembro del jurado.

- El 8 de enero de 2007 fue anunciado como ganador del premio Charles Stark Draper de 2007.

- El 14 de enero de 2007 fue investido en la National Academy of Engineering.

- El 13 de junio de 2007 fue galardonado con la Orden del Mérito.

- El 20 de mayo de 2008 recibió el premio Wolfson James Clerk Maxwell Award de la IEEE/RSE por concebir y ayudar a desarrollar la World Wide Web.

- El 10 de octubre de 2008 recibió el grado de doctor honoris causa por la Universidad Abierta de Cataluña[24]

- El 21 de abril de 2009 recibió el grado de doctor honoris causa por la Universidad Politécnica de Madrid (UPM)[25]

- En 2012 fue hecho miembro del Salón de la Fama de Internet por la Internet Society.[26]

- El 27 de julio de 2012 participó en la ceremonia de apertura de los Juegos Olímpicos de Londres 2012.

- El 18 de marzo de 2013 recibió el Queen Elizabeth Prize for Engineering en conjunto con otros cuatro ingenieros por su «innovación de vanguardia en ingeniería que ha sido de beneficio global para la humanidad».[27]
- El 4 de abril de 2017 recibió el premio Turing 2016.[28][29]